# Табунщиково
Табунщиково — село у Красносулинському районі Ростовської області.
Адміністративний центр Табунщиковського сільського поселення.

## Географія
Село Табунщиково положено на лівому березі у верхів’ях річки Грушівкиа, - лівій притоці Тузлової.

### Вулиці
| - вул. Гагаріна, - вул. Зарічна, - вул. Комсомольська, - вул. Крупської, - вул. Леніна, - вул. Жовтнева, - вул. Радянська, - вул. Шкільна, | - пров. Гаражний, - пров. Клубний, - пров. Космонавтів, - пров. Північний. |

## Історія
Село вперше згадане за 1837 рік як Миколаївсько-Журавський хутір. Приставка "Журавський" у назві за двома тутешніми балками: Мала Журавка й Велика Муравка. 
На 1876 рік на хуторі мешкало 5 сімей. Засновником є козак відставний військовий старшина Яків Якович Табунщиков 1767 року народження. Син генерал-майора Якова Петровича Табунщикова, героя російсько-турецької війни 1773 року якому було надано Імператрицею Катериною II земельну ділянку за службу Батьківщині. Сам Табунщиків мешкав у місті Новочеркаську. Керуючий вів справи хутора.
На 13 січня 1889 року на хуторі Миколо-Журавському було 81 двір.
На 1910 рік у Табунщиковському селі Сулинської волості над балкою Грушівка було 71 двір 71, мешканців чоловічої статі 294, жіночої статі - 293; існувало сільське правління, церква Нікольський прихід Донської єпархії та благочиння. Священик Михайло Старухін. Населення хутору Табунщиково становили міщани, государеві селяни, власники, козаки.